# ماكدونل دوغلاس إيه في-8 بي هارير الثانية
إيه في - 8 بي هارير الثانية هي مقاتلة متعددة المهام من الجيل الثاني من عائلة هارير. تستخدم من عدة بلدان إما للمهام المتعددة الادوار أو لمهام الهجوم الخفيفة. تعمل من على حاملات الطائرات الصغيرة أو السفن الحربية الهجومية البرمائية. تستخدم الطائرة في عدة بلدان الناتو كالمملكة المتحدة وإيطاليا وأسبانيا والولايات المتحدة.
تعرف الطائرة بإيه في - 8 بي هارير الثانية لدي سلاح البحرية الأمريكية، وهارير جي ار 7 / جي ار 9 لدي الخدمة البريطانية. وتمتلك الولايات المتحدة قرابة 119 مقاتلة من هذا النوع وسيتم استبدالهم بالمستقبل القريب بالمقاتلة إف-35 وتتسع الطائرة لطيار واحد وتبلغ تكلفتها 23.7 مليون دولار أمريكي.

## الثقافة العامة
مواصفات وصفات طائرات عائلة الهارير الخاصة أدت بها للظهور في عدد من الأفلام وبرامج محاكيات الطيران.